# 응코어
응코어(N'Ko, ߒߞߏ)는 여러 만딩어 방언들을 표준화한, 응코 문자로 표기되는 공통 문어이다. 기니, 기니비사우, 말리, 코트디부아르, 부르키나파소 및 기타 서아프리카 국가에서 주로 서면 언어로 사용되지만, 구어에서는 마닝카어, 밤바라어, 줄라어 등 만딩어의 다양한 지역 변종이 쓰인다.
기니의 문학가 솔로마나 칸테(1922-1987)가 체계화시킨 "캉베"(kan-gbɛ, ߞߊ߲ߜߍ)라는 규범 문법에 따르는 문어(文語)로, 칸테의 고향인 캉칸 지역의 màninkamóri 방언이 타협적인 중심 방언으로 이용되었다.